# Хороший Роб
Хороший Роб (англ. Rob 'Em Good) — американська короткометражна комедійна мелодрама режисера Ханта Стромберга 1923 року.

## У ролях
- Булл Монтана — лицар Коуліфлавер / граф Нотінгдон
- Дот Фарлі — леді Меріенн Фіццвотер
- Чарльз Райснер — король Дік Лемб-Гертед
- Джеймс Куінн — принц Джонні
- Сідні Д'Елбрук — сер Гай Гінсберг
- Джордж Медоуз — шериф Роттінгем
- Біллі Гілберт — блазень короля